# Военные преступления в войне в Грузии (2008)
Военные преступления в войне в Грузии (2008), по заявлениям воюющих сторон, происходили часто, и каждая из сторон обвиняла в этом своего противника. О военных преступлениях в ходе конфликта также заявляют журналисты, правозащитники и другие лица.
МУС осудил трёх югоосетинских чиновников, признав их виновными в гибели 113 грузинских беженцев.
Human Rights Watch сообщили, что никаких доказательств преднамеренных нападений на мирных жителей со стороны грузинских войск обнаружено не было. МУС также не выявил фактов совершения военных преступлений с грузинской стороны.

## Обвинения в военных преступлениях армий России и Южной Осетии

### Заявления и свидетельства

#### Поджоги и мародёрства
Грузинская сторона 9 августа 2008 года заявила, что сёла, подвергшиеся российскому вторжению, уже подверглись этническим чисткам. Представители грузинского правительства предполагали,что  отход грузинских войск вызовет ещё больше чисток.
В августе-сентябре 2008 года был обнародован широкий список свидетельств мародёрской деятельности со стороны осетинских военных:
- 13 августа Human Rights Watch (HRW) заявила, что осетинские ополченцы грабят и сжигают грузинские сёла в Южной Осетии[4].
- Информацию о сожжении и разграблении грузинских сёл заявили корреспондент «Комсомольской правды» Андрей Рябцев[5] и корреспондент издания «Коммерсантъ Власть» Константин Куцылло, побывавший в начале сентября в Южной Осетии[6].
- Представитель HRW Татьяна Локшина заявила 15 августа, что российскими службами было пресечено мародёрство в четырёх грузинских сёлах по дороге Джава—Цхинвали[7].
- Корреспондент британской газеты «Гардиан» со ссылкой на грузинских беженцев заявил, что «за военными пришла армия чеченских и осетинских ополченцев, присоединившихся к российским вооружённым силам. Добровольцы начали свои оргии. По словам свидетелей, они грабили и жгли дома, убивали и насиловали, а также уводили с собой молодых девушек и мужчин». По словам корреспондента, «эти заявления о зверствах русских проверить было невозможно. Но чувство паники было настоящим — деревенские жители бежали в Тбилиси как только могли»[8].
- 15 августа газета The Guardian писала, что, по словам жителей Гори, контролируемые российским войскам солдаты продолжают мстить грузинам[9].
- Корреспондент службы «Радио Свобода» в Гори утверждал, что 18 августа видел пьяного российского солдата, угрожавшего автоматом мирным жителям, видел российских солдат-мародёров, выносящих из школы компьютер. По его утверждению, в городе в открытую действуют банды грабителей, оккупационные российские силы, которые ввели в Гори комендантский час, не принимают мер по борьбе с ними[10]. Как заявил представитель минобороны России, все разговоры о том, что Гори разрушен и там идёт мародёрство, не соответствуют действительности[11].
- 29 августа HRW обнародовала на своём сайте спутниковые снимки, полученные в рамках программы ООН UNOSAT; организация заявила, что эти снимки подтверждают массовую практику поджогов в грузинских селах на территории Южной Осетии. Опубликованы также свидетельства очевидцев массовых грабежей и поджогов со стороны осетинских ополченцев: «Сотрудники Human Rights Watch лично наблюдали за тем, как осетинские сепаратисты грабили и сжигали дома этнических грузин», — заявил представитель организации[12][13][14]. Практику поджогов и мародёрства в бывших грузинских селениях подтвердили репортёры издания Al Jazeera[15] и журналист «Новой газеты» Аркадий Бабченко[16].
- Российский журнал The New Times за 1 сентября  приводил слышанные его корреспондентом свидетельства жителей в период с 25 по 28 августа: «Грузинские беженцы, которых автор встречала с понедельника по среду, говорят, что этническая чистка в пятикилометровой зоне вокруг Цхинвали проведена повсеместно. Люди говорят, что в грузинских деревнях там уже никто не живёт»[17].
- 12 сентября 2008 года газета Интернэшнл геральд трибюн утверждала, что в прилегающей к Южной Осетии территории Грузии (контролируемой Россией 20-километровой зоне) почти все дома и магазины разграблены и сожжены осетинами[18].

Практику поджогов грузинских сёл подтвердил Знаур Гассиев, председатель парламента Южной Осетии: «Мы сделали гадкое дело, я знаю. Но грузины сюда больше не вернутся — мы сожгли все их дома в анклавах». Президент Южной Осетии Эдуард Кокойты заявил, что в грузинских сёлах на территории Южной Осетии никого не было, кроме грузинских войск. По его утверждению, часть мирных жителей этих сёл вывезли ещё до начала боевых действий, а тем, кто остался, были предоставлены гуманитарные коридоры и возможность уйти. Он заявил, что грузинские анклавы фактически уничтожены и что жителей-грузин не пустят обратно, сказав, что «нам нужно возвращать в Южную Осетию осетинских беженцев». Он также заявил, что были случаи мародёрства в грузинских селах и что все эти факты жестко пресекаются руководством Южной Осетии.
В 2021 году активное участие осетинских сил в мародёрстве и попустительство с российской стороны подтвердил Европейский суд по правам человека.

#### Прочие преступления
11 августа 2008 года портал NEWSru передал заявление сайта «Грузия-Online» о том, что «российская авиация нанесла бомбовый удар по детскому лагерю „Патриот“, расположенный в Зугдидском районе в селе Ганмухури». Информации о жертвах в сообщении нет.
21 августа действующий председатель ОБСЕ, министр иностранных дел Финляндии Александер Стубб заявил, что российские военные выводят население из грузинских сел и оставляют в Гори, что, по его мнению, является нарушением прав этих людей.
В ноябре правозащитная организация «Amnesty International» опубликовала доклад, согласно которому:
- Российская авиация в ходе войны совершила более 75 авиационных налётов, целями большинства из которых являлись позиции грузинской армии. От авиаударов пострадали сёла и города, ущерб от них «ограничивается несколькими улицами и отдельными домами в некоторых деревнях».
- Имеются свидетельства, что некоторые российские атаки на грузинские населённые пункты и дороги привели к ранению и гибели гражданских лиц, причём «возможно, не делалось различий между правомерными военными целями и мирным населением». Согласно докладу, «если это действительно так, то такие нападения квалифицируются как нападения неизбирательного характера и представляют собой нарушение международного гуманитарного права».
- «По свидетельствам очевидцев, дисциплинированное поведение российских военнослужащих резко отличалось от действий осетинских бойцов и отрядов ополченцев, которые были замечены в мародёрстве и грабежах». Грузины, опрошенные «Amnesty International», отмечали, что российские военнослужащие «в основном, вели себя с грузинскими мирными жителями порядочно и проявляли должную дисциплину».
- Югоосетинскими подразделениями и военизированными формированиями были совершены серьёзные преступления в отношении грузин в Южной Осетии и прилегающих в ней территориях. Очевидцы сообщали о незаконных убийствах, избиениях, угрозах, поджогах и грабежах, проводившихся вооружёнными группировками с югоосетинской стороны.

В январе 2009 года в Интернете появилось видео издевательств южноосетинских сепаратистов над пленным грузинским военным Георгием Анцухелидзе. На видео сепаратисты прыгают на спину пленному, что сидит на земле со связанными руками, и пытаются заставить его целовать землю.

### Уголовные дела
16 августа госминистр Грузии по вопросам реинтеграции Темур Якобашвили заявил, что следственные органы Грузии возбудили уголовные дела в отношении президентов непризнанных республик Южной Осетии и Абхазии.

### Иски Грузии в международные инстанции
11 августа замминистра внутренних дел Грузии Екатерина Згуладзе заявила о подготовке иска против Российской Федерации по её действиям против Грузии, начатым в 1992 году. В тот же день МИД РФ осудил намерение Грузии обратиться в Гаагский суд: «Если использовать вежливый, интеллигентный язык, то это абсурд и свидетельство беспринципной позиции Тбилиси», заявил замглавы МИД РФ Григорий Карасин.
11 августа Грузия подала в Международный суд ООН иск против России в связи с её действиями на территории Грузии и вокруг («…its actions on and around the territory of Georgia…»). 12 августа иск принят к рассмотрению.
В феврале 2009 года «Ассоциация молодых юристов Грузии» отправила в Европейский суд по правам человека иски по 49 делам, которые касаются в общей сложности судьбы 340 мирных граждан, пострадавших в результате этой войны. 13 февраля 2009 года председатель Ассоциации молодых юристов Тамар Хидашели заявила на брифинге, что «речь идет о нарушении таких прав, как право на жизнь, право на собственность, запрет пыток и нечеловечного обращения».

#### Европейский суд по правам человека
На начало войны Грузией уже был подан иск к России (касательно массовой высылки грузин из России в 2006 году). ЕСПЧ одобрил этот иск.
После начала войны Грузией было подано 3 иска:
- О нарушениях прав человека в Абхазии и Южной Осетии (с 11 августа 2008 года) — в основном успешно для Грузии; рассматривается потребность репараций[33].
- О задержаниях грузин в Южной Осетии (с ноября 2009 года) — свёрнуто; конфликт разрешился во внесудебной форме[34].
- О положении на границе контролируемых Грузией территорий с Абхазией и Южной Осетией (с августа 2018 года) — на 2023 год в процессе[35].

#### Международный суд ООН
8-10 сентября 2008 года прошли слушания Международного суда ООН по иску Грузии против России в Гааге. 12 сентября МИД РФ обратился к суду с призывом отклонить поданный Грузией иск к России. По словам представителя МИД России Андрея Нестеренко, утверждения грузинских властей о дискриминации грузин в Абхазии и Южной Осетии со стороны России не соответствуют действительности, а войну 2008 года грузинские власти пытаются представить как апогей подобной политики.
15 октября Международный суд призвал Россию и Грузию «воздержаться от всех форм расовой дискриминации в связи с событиями в Южной Осетии и от поддержки подобных действий». Формально суд удовлетворил требование Грузии об определении временных мер в связи с ситуацией в Южной Осетии, однако не признал ни одну из сторон правой и обратился с одинаковым призывом и к Грузии, и к России.
1 апреля 2011 года Международный суд ООН постановил, что не обладает компетенцией для рассмотрения этого иска. Основной причиной нерассмотрения стало то, что Грузия подала иск, не предприняв предварительных попыток решить вопрос с помощью переговоров с российскими властями, чем нарушила положение Международной конвенции о ликвидации всех форм расовой дискриминации.

### Международный уголовный суд
В июне 2022 года Международный уголовный суд в Гааге потребовал ареста трёх чиновников администрации Южной Осетии (Михаил Миндзаев, Гамлет Гучмазов и Давид Санакоев), а в декабре 2022 года признал их виновными.
При этом суд решил, что Грузия не совершала военных преступлений в ходе войны.

## Заявления международных организаций
Представители известной международной организации Human Rights Watch (HRW) заявили о грубейшем нарушении прав мирных жителей Южной Осетии:

Разрушено здание правительства, многие жилые дома. Нас тревожит то, что стрельба велась из оружия неизбирательного поражения — это и есть система «Град». Мы были в больнице Цхинвала, в подвалах которой в нечеловеческих условиях проводились операции… Да, все произошедшее, несомненно, чудовищным образом нарушает права мирного населения.

Вместе с тем представители организации утверждают, что гуманитарная ситуация в зоне конфликта в Южной Осетии отличается от той, которую освещают некоторые СМИ. Представитель московского отделения Human Rights Watch Татьяна Локшина заявила:

Судя по сообщениям, вся дорога, связывающая Южную и Северную Осетию, забита, огромное число раненых и беженцев идут по ней. Но это не совсем так, на трассе обстановка достаточно спокойная — по тому, как до сих пор конфликт освещался в СМИ, невозможно дать объективную оценку того, что там действительно происходило… Нет никаких достоверных данных по числу погибших, по числу раненых и по числу беженцев.

11 августа она также заявила:

Все люди [из Цхинвали], с которыми мы говорили, утверждают, что в Цхинвали было очень много убитых, и очень много трупов лежало на улицах. При этом я не беседовала ни с одним человеком, который говорил бы, что сам видел убитых на улицах. Утверждения об огромном числе убитых пока первичной информацией не подтверждаются.

13 августа представители этой же организации заявили о недостоверности сведений о количестве погибших, распространяемых российскими СМИ:
14 августа Локшина в интервью REGNUM сказала: «Но мы общались и с жителями, которые хоронили убитых во дворах, огородах… С учетом этого, цифры, названные нам врачами — 273 раненых и 44 убитых — не являются исчерпывающими».
Однако 21 августа директор Московского бюро по правам человека Александр Брод заявил, что Human Rights Watch значительно занижает цифры погибших: «Либо это молчание, либо как со стороны „Human Rights Watch“ явно заниженная цифра погибших (они говорят, что погибло 44 человека). В Цхинвале нам показали целую улицу, где ещё не разобраны завалы, под которыми тела мирных жителей, которые спали, успокоившись обещаниями Саакашвили не начинать военные действия». Неделей позже комиссар по правам человека Совета Европы Томас Хаммарберг также предположил, что цифры Human Rights Watch занижены: «Я не хотел бы политизировать дискуссию вокруг жертв, <но> число погибших, видимо, больше, чем число точно установленных жертв, которое приводилось некоторыми организациями, например, Human Rights Watch». Хаммарберг отметил: «многие сообщения говорят о том, что люди хоронили погибших в своих домах, в своих городах из-за проблем с разлагающимися телами».
15 августа официальный представитель Управления верховного комиссара ООН по делам беженцев (УВКБ) Рон Редмонд сообщил, что беженцами в результате войны стали более 118 тыс. человек, в том числе около 30 тысяч югоосетинских беженцев находятся в России, ещё порядка 15 тысяч человек перебрались из Южной Осетии в Грузию и ещё 73 тыс. человек покинули свои дома в Грузии, включая большинство жителей Гори.
18 августа представители миссии Управления верховного комиссара ООН по делам беженцев прибыли в Гори. По их свидетельству большинство зданий в Гори уцелели, но многие магазины и квартиры города были разграблены мародёрами. В городе осталось всего около 60 человек.
26 сентября 2008 года агентство РИА-Новости со ссылкой на агентство Грузия-онлайн процитировало руководителя делегации ПАСЕ Люка ван ден Бранде. Последний заявил, что по мнению делегации ПАСЕ в Цхинвали не было геноцида во время ввода туда грузинских войск. Докладчик мониторингового комитета ПАСЕ Матиас Йорш заявил:

«Невозможно за два дня найти и расследовать все факты. Но ни один человек, который размышляет независимо, не говорил, что имел место геноцид»

В то же врем члены делегации ПАСЕ заявили об имеющихся фактах этнических чисток во время боёв в Южной Осетии.
23 января 2009 года международная правозащитная организация Human Rights Watch обнародовала доклад «Up in Flames», готовившийся несколько месяцев (было проинтервьюировано более 460 очевидцев военных действий), в котором делался вывод, что российские, грузинские и южноосетинские вооружённые силы совершили многочисленные нарушения гуманитарного права, повлекшие гибель мирных жителей; авторы доклада призывают Москву и Тбилиси расследовать преступления и наказать виновных. В 147-страничном докладе грузинская сторона была обвинена в неизбирательном применении оружия при обстреле Цхинвала, соседних с ним сёл и в ходе последовавшего наступления, а также в избиении задержанных и грабежах. Югоосетинская сторона обвинялась в пытках, убийствах, изнасилованиях, грабежах и этнических чистках. Российская сторона обвинялась в грабежах. HRW заявила также, что многочисленные обвинения российской стороной грузинской армии в геноциде и массовых убийствах не подтверждаются при проверке, а ответов на запрос в Следственный комитет при прокуратуре в HRW не получили. По мнению HRW, отдельные факты жестокостей грузинской армии, публиковавшиеся в российских СМИ, могут быть квалифицированы как самостоятельные тяжкие преступления, но не как попытка геноцида.

## Обвинения в военных преступлениях армии Грузии
Против грузинской армии с российской и осетинской стороны выдвигались обвинения в том, что она в ходе войны совершала действия с намерением уничтожить полностью осетинское население Южной Осетии (геноцид).

### Заявления и свидетельства

#### Заявления российских, югоосетинских и абхазских СМИ и чиновников
С российской стороны об этнических чистках заявляли премьер-министр В. В. Путин, министр иностранных дел С. Лавров и другие чиновники. Они же неоднократно высказывали обвинения Грузии в геноциде по отношению к осетинам, 10 августа руководитель парижского отделения российского института демократии и сотрудничества Наталья Нарочницкая заявила, что, в Южной Осетии с грузинской стороны налицо главный признак геноцида (убийство женщин и детей). Она заявила, что в Цхинвали в православной церкви Пресвятой Богородицы во время грузинского штурма укрылись женщины и дети, а церковь сожгли вместе с ними.
Аналогичные заявления неоднократно делали официальные представители и руководители Южной Осетии, журналисты и общественные деятели; в частности осетинские СМИ заявляли о взятии грузинами в заложники мирных жителей при отступлении. 11 августа Президент Республики Южная Осетия Эдуард Кокойты заявил: «Мы будем обращаться во все международные организации по признанию геноцида. Такие тяжёлые потери для малочисленного осетинского народа невосполнимы».
9 августа телеканал «Россия» передал слова юго-осетинских беженцев: «Люди говорят: всё, что происходит на протяжении последнего времени в Южной Осетии, похоже на настоящий ад. После шквального огня грузинские военные проводили так называемые зачистки. Они заходили в жилые дома и в упор расстреливали детей, стариков и женщин. Южную Осетию буквально утопили в крови. Те, кто выжил, прячутся в подвалах». российский «Первый Канал» со слов очевидцев заявил, что грузинский спецназ забрасывал гранатами подвалы, в которых прятались мирные жители, позднее подобные заявления повторились в публикации агентства REGNUM; REGNUM также заявил, что грузинские формирования совершали военные преступления в осетинских сёлах Сатикари и Хетагурово; по приведённым показаниям, грузинские солдаты совершали изнасилования и давили людей гусеницами танков.
Помощник главкома Сухопутных войск полковник Игорь Конашенков заявил РИА «Новости» о том, что грузинские военнослужащие добивали раненых российских миротворцев и местных жителей на захваченных постах. То же самое утверждал раненый в Осетии корреспондент «Комсомольской правды» Александр Коц, заявивший, что лично был свидетелем того, как добили двух раненых военнослужащих; по его словам, ранивший его грузинский военнослужащий собирался добить и его, но его спас майор российской армии Денис Ветчинов. 12 августа корреспондент «Газеты.ру» Илья Азар заявил о жестоком обращении грузин с ранеными российскими миротворцами, цитируя слова дежурной горбольницы Цхинвали Валентины Захаровой: «В воскресенье привезли миротворцев. Шестнадцать тяжелораненых, четверо погибших. У всех разворочены мошонки, одному в упор выстрелили в глаз».
Представитель Российской Федерации в ООН Виталий Чуркин после очередного заседания Совбеза ООН заявил: «Это очевидный геноцид, очевидная гуманитарная катастрофа для Южной Осетии, столица которой разрушена, десятки деревень сровняли с землей. Налицо все факты геноцида и военных преступлений». По его словам, он ответил на вопрос, заданный до начала заседания одним из членов СБ ООН ( можно ли считать события в Южной Осетии геноцидом, достигло ли количество жертв достаточного уровня?) так: «две тысячи убитых, более 30 тысяч беженцев — этого для вас достаточно? Сколько же там должно быть убито, чтобы вы признали это геноцидом? <…> Для такого немногочисленного народа, как осетины, убийство 200 человек уже является геноцидом». Позднее столь завышенное число погибших осетин не подтвердилось, на 3 июля 2009 года Следственный комитет при прокуратуре РФ назвал цифру в 162 погибших мирных жителя при 255 получивших ранения.
11 августа Президент Абхазии Сергей Багапш заявил, что «действия Грузии в Южной Осетии можно охарактеризовать исключительно как геноцид осетинского народа. <…> ни у кого в мире не должно остаться иллюзий, что Абхазия и Южная Осетия смогут сосуществовать с Грузией в едином государстве».
Владимир Лукин, уполномоченный по правам человека в России, призвал к созданию международного трибунала для наказания виновных в уничтожений Цхинвали и убийства мирных граждан. С той же инициативой выступили полномочный представитель Южной Осетии в России Дмитрий Медоев (сравнивший Саакашвили с недавно арестованным лидером боснийских сербов Радованом Караджичем), президент Абхазии Сергей Багапш и вице-спикер Совета Федерации Александр Торшин, заявивший, что в случае удара по американским миротворцам Саакашвили был бы уже предан суду и впоследствии казнён.

11 августа представители Южной Осетии заявили, что Грузия открыла оросительный канал, который затопил западную часть Цхинвали. По версии представителя правительства Южной Осетии Ирины Гаглоевой, грузинская сторона хотела затопить подвалы домов, чтобы вынудить гражданское население города выйти на поверхность (то есть лишить возможности укрыться от бомбовых ударов), после чего грузинские войска собирались начать ковровую бомбардировку Цхинвали. Гаглоева также заявила о том, что 8 августа грузинские военные согнали женщин и детей в церковь и взорвали её выстрелом из танка, заживо похоронив всех находившихся там людей.

Кладбище жертв Южноосетинской войны (1991—1992) после 8 августа 2008 года

13 августа газета «Московский комсомолец» заявила со ссылкой на свидетельства очевидцев, что грузинские военные в упор расстреливали женщин и детей, поджигали гаражи, расстреливали на кладбище надгробья, уничтожили часовню и мемориальное кладбище защитников Цхинвала и жертв осетинской войны 1991—1992 гг..
14 августа представитель правительства ЮО Чочиев заявил, что 13 августа их правоохранительные органы расстреляли двоих мародёров. Ирина Гаглоева заявила в интервью: «Только через цхинвальский морг прошли порядка 420 трупов. Когда мы поехали собирать людей по улицам, я сбилась со счёта после сто двадцатого…». По данным Генпрокуратуры Южной Осетии, в Цинагаре грузинскими войсками были расстреляны около двухсот, в Цунаре — 150 мирных жителей.
15 августа заместитель начальника Генштаба Вооружённых сил России Анатолий Ноговицын заявил, что из-за минирования социальных и жилых зданий грузинскими сапёрами были замедлены работы по разбору завалов. По его словам, мины обнаружены на входах в подвалы, где могут или могли бы находиться люди. Позднее он заявил: «На протяжении всей 5-дневной войны грузинские агрессоры не щадили ни женщин, ни стариков, ни детей. Неизвлекаемые боеприпасы они устанавливали даже в подвалах, где прятались мирные жители. А уничтожить такие мины можно только методом подрыва».
26 августа жительница селения Сатикари Алина Догузова в интервью REGNUM сказала: «От смерти нас спасли российские солдаты, благодаря им мы оказались в Северной Осетии. Нас вывезли и приютили в женском монастыре. Десятки односельчан погибли под бомбами и гусеницами танков. Нашей семье повезло, все остались живы, но не знаем, в каком состоянии наш дом».

#### Заявления международных СМИ и организаций
10 августа правозащитная организация Human Rights Watch (HRW) сообщила, что Грузия непропорционально применила в ходе боёв в селе системы залпового огня «Град», миномётный огонь и танковые подразделения (что, кроме потерь среди ополченцев, повлекло гибель по меньшей мере четверых мирных жителей), однако организация заявила, что ни один из опрошенных местных жителей не обвинял грузинские войска, которые проводили обыски в деревне, в оскорблениях или недостойном обращении.
26 сентября руководитель делегации ПАСЕ Люк ван ден Бранде заявил, что по итогу его визита на пострадавшие от боёв территории не было обнаружено свидетельств «геноцида» с грузинской стороны, однако имелись все основания говорить об этнических чистках грузинских сёл со стороны осетинских вооружённых сил.
28 октября британская телекомпания BBC привела свидетельства очевидцев, утверждающих, что грузинские танки вели огонь по жилым домам, а солдаты расстреливали гражданских лиц, которые пытались спастись от обстрела на машине. В то же время, согласно отчёту организации  HRW, большая часть жилых объектов применялась осетинскими силами в целях организации огневых точек и вследствие этого, согласно законам войны, многие из этих зданий стали законными военными целями.
В конце октября директор московского бюро HRW Эллисон Джилл заявил, что правозащитники озабочены тем, как грузинская армия применяла оружие, особенно учитывая свидетельства очевидцев, что грузинские танки вели стрельбу по подвалам, в которых обычно пытаются укрыться мирные жители.
В ноябре правозащитная организация «Amnesty International» опубликовала доклад, согласно которому:
- при штурме Цхинвала грузинская армия совершала неизбирательные нападения, в результате которых погибли десятки мирных жителей Южной Осетии и множество получили ранения, а также значительно пострадала инфраструктура (общественные здания, больницы, школы);
- основные разрушения Цхинвала были вызваны применёнными грузинской армией системами залпового огня «Град», ракеты которых обладают низкой точностью.

### Террористические акты, обстрелы и покушения после прекращения огня
- 3 октября 2008 года возле штаба сил ССПМ в Цхинвали был подорван привезённый для досмотра легковой автомобиль. Погибли семь российских военнослужащих, в том числе начальник Объединённого штаба ССПМ в Южной Осетии Иван Петрик[97]. Мощность взрывного устройства оценивается в 20 кг тротила.
- 3 октября в Ленингорском районе было совершено покушение на главу администрации Анатолия Маргиева[источник не указан 867 дней].
- 5 октября в Цхинвали в результате обстрела с грузинской стороны погиб сотрудник российской строительной компании, работавший в Южной Осетии[источник не указан 867 дней].
- 6 октября перед головной машиной колонны выводимых с территории Грузии российских миротворцев северо-восточнее Зугдиди произошёл подрыв взрывного устройства[источник не указан 867 дней].
- 7 октября в Гали обстрелян автомобиль начальника ОУР Эдишера Цомая[98]. Цомая получил ранение.

### Уголовные дела в России
8 августа российским военно-следственным управлением было возбуждено уголовное дело по факту умышленного убийства российских военнослужащих.
10 августа президент России Дмитрий Медведев на рабочей встрече с председателем Следственного комитета при прокуратуре РФ (СКП) Александром Бастрыкиным заявил: «Грузия подвергла Южную Осетию очень жесткой, циничной агрессии. Погибли люди. Наши граждане: и жители Южной Осетии, и миротворцы. Те формы, в которых проходили действия грузинской стороны, иначе как геноцидом назвать нельзя, потому что они приобрели массовый характер и были направлены против отдельных людей, гражданского населения, миротворцев, которые выполняли свои функции по поддержанию мира. При этом те данные, которые мы получаем, свидетельствуют о том, что были совершены тягчайшие преступления: людей убивали, жгли, давили танками, резали горла». Медведев поручил Бастрыкину «предпринять все усилия для того, чтобы собрать и задокументировать доказательства этих преступлений с тем, чтобы впоследствии у нас была необходимая база и для уголовного преследования лиц, виновных в совершении этих преступлений, и для международной оценки этих действий».
- 11 августа следственное управление СКП по Северной Осетии возбудило уголовное дело по фактам убийства граждан в Южной Осетии по статье 105 УК РФ, часть 2, пункт е («Убийство двух и более лиц общеопасным способом»)[102].
- 14 августа на основании данных из уголовного расследования по факту массовых убийств в Цхинвали и других населённых пунктах Южной Осетии, СКП возбудил уголовное дело по статье 357 УК РФ («Геноцид»)[99][103]. Следственный комитет при прокуратуре РФ решил считать массовые убийства граждан России в Южной Осетии грузинскими войсками геноцидом. Как заявил помощник председателя СКП Игорь Комиссаров, следователи располагали данными о целенаправленном уничтожении Вооруженными силами Грузии россиян, проживающих в Южной Осетии и являющихся осетинами по национальности[104].

16 августа уголовные дела по фактам убийств и геноцида в отношении граждан РФ осетинской национальности были объединены в одно производство.
Как заявил 18 августа заместитель председателя СКП Александр Сорочкин, СКП располагает доказательствами того, что грузинские военные в ходе войны умышленно добивали миротворцев: «Так, при осмотре одного из тел российских военнослужащих на нем обнаружены два сквозных пулевых ранения. Первое, не смертельное — в ногу. Второе — в голову. При этом входное отверстие расположено в теменной области головы, а выходное — под подбородком. На стрельбу с близкого расстояния указывает тот факт, что вокруг входного отверстия обнаружены следы ожогов пороховыми газами».
20 августа официальный представитель СКП Владимир Маркин заявил, что опросы потерпевших подтверждают обвинения в адрес Грузии в геноциде в Южной Осетии.
26 августа председатель СКП Александр Бастрыкин заявил: «Установлено, что в период с 7 по 12 августа вооружённые силы Грузии, преследуя цель полного уничтожения национальной группы осетин, проживающих на территории Южной Осетии, вторглись на территорию непризнанной республики. Не жалели никого. Мы нашли женщину, убитую выстрелом в голову. Она была на восьмом месяце беременности. Погиб и неродившийся ребенок. Зафиксирована масса свидетельских показаний, что грузины забрасывали гранатами подвалы, где скрывались жители Цхинвала. Не только в Цхинвале, но и во многих селах уничтожены сотни домов — агрессоры стирали их с лица земли, чтобы не осталось даже следов пребывания осетин на этой земле». 25 сентября Бастрыкин заявил: «Проведённая следствием работа позволяет сделать однозначный вывод, что целью агрессоров являлось полное уничтожение национальной группы осетин, проживающих в Южной Осетии. Документы, полученные в ходе расследования, свидетельствуют, что здесь после агрессии грузинские власти собирались создать марионеточное государство… следствием получена полная и объективная доказательная база для будущего уголовного преследования конкретных лиц, совершивших эти преступления».
13 октября А. Бастрыкин заявил, что СКП направил в МИД России результаты расследований преступлений Грузии в Южной Осетии, добавив, что пострадавшими в результате действий Грузии в Южной Осетии признаны более 5 тысяч человек.

### Иски в международные инстанции
13 августа член Общественной палаты адвокат Александр Кучерена высказал мнение, что Россия не имеет юридической возможности обращаться в Международный уголовный суд по поводу действий руководства Грузии в Южной Осетии: «Если говорить о международном уголовном суде, который действует в Гааге, то наша страна не ратифицировала те соглашения, которые были, и на сегодняшний день не может обращаться в этот международный суд».
19 августа представитель властей Северной Осетии заявил, что на тот момент «поступило 3100 заявлений от граждан РФ — жителей Южной Осетии, в которых содержится просьба признать их потерпевшими от действий грузинских войск и привлечь виновных к ответственности». По его словам, эти заявления будут переданы по линии МИД РФ в Международный уголовный суд и Европейский суд по правам человека.
17 октября глава МИД России Сергей Лавров заявил, что граждане Южной Осетии и Абхазии подали в Страсбургский суд и Международный уголовный суд более двух тысяч исков, добавив, что процесс подачи подобных жалоб продолжается.
В январе 2009 года Европейский суд по правам человека сообщил, что семь жалоб против Грузии (поданные жителями Южной Осетии и одним российским военнослужащим) будут рассмотрены в приоритетном порядке. Суд также сообщил, что с начала военных действий в августе 2008 г. на его рассмотрение поступило свыше 3 300 жалоб, опирающихся на аналогичные обстоятельства. Однако из-за беспечности адвокатов из Северной Осетии (они просто перестали выходить на связь со Страсбургом) Европейский суд снял с рассмотрения пять исков от граждан Южной Осетии, которые могли стать ключевыми в рассмотрении остальных жалоб.
В марте 2011 года Южная Осетия повторно подала иски своих граждан в Европейский суд по правам человека.
В декабре 2022 года Международный уголовный суд в Гааге решил, что Грузия не совершала военных преступлений в ходе войны.

### Видеозаписи
- «Детей не щадили» — вспоминают выжившие после нападения на Цхинвали, РИА «Новости»
- Обвинения в адрес югоосетинских ополченцев — вспоминают жители деревни Тихвиави, BBC